# Ann Shoemaker
Ann Shoemaker (New York, 10 gennaio 1891 – Los Angeles, 18 settembre 1978) è stata un'attrice statunitense.
Apparsa in 70 film e produzioni televisive tra il 1928 e il 1976, interpretò il ruolo di Sara Roosevelt, madre di Franklin Delano Roosevelt, in Sunrise at Campobello, sia nella versione teatrale di Broadway che in quella cinematografica del 1960.
Divorziata dall'attore Louis Leon Hall, nel 1922 si risposò con l'attore Henry Stephenson, dal quale ebbe una figlia e con il quale rimase fino alla morte di lui.
Morì di cancro nel 1978 a 87 anni.

## Filmografia

### Cinema
- Chance at Heaven, regia di William A. Seiter (1933)
- Cross Country Cruise, regia di Edward Buzzell (1934)
- Dr. Monica, regia di William Keighley (1934)
- Cheating Cheaters, regia di Richard Thorpe (1934)
- The Woman in Red, regia di Robert Florey (1935)
- A Dog of Flanders, regia di Edward Sloman (1935)
- Il ponte (Stranded), regia di Frank Borzage (1935)
- Primo amore (Alice Adams), regia di George Stevens (1935)
- Sins of Man, regia di Otto Brower, Gregory Ratoff (1936)
- Voglio danzare con te (Shall We Dance), regia di Mark Sandrich (1937)
- Vendetta (They Won't Forget), regia di Mervyn LeRoy (1937)
- Amore sublime (Stella Dallas), regia di King Vidor (1937)
- The Life of the Party, regia di William A. Seiter (1937)
- Romance of the Redwoods, regia di Charles Vidor (1939)
- Almost a Gentleman, regia di Leslie Goodwins (1939)
- They All Come Out, regia di Jacques Tourneur (1939)
- Piccoli attori (Babes in Arms), regia di Busby Berkeley (1939)
- The Farmer's Daughter, regia di James P. Hogan (1940)
- Seventeen, regia di Louis King (1940)
- The Marines Fly High, regia di George Nichols Jr., Benjamin Stoloff (1940)
- Curtain Call, regia di Frank Woodruff (1940)
- An Angel from Texas, regia di Ray Enright (1940)
- Le mie due mogli (My Favorite Wife), regia di Garson Kanin (1940)
- Girl from Avenue A, regia di Otto Brower (1940)
- Musica indiavolata (Strike Up the Band, regia di Busby Berkeley (1940)
- Ellery Queen, Master Detective, regia di Kurt Neumann (1940)
- Scattergood Pulls the Strings, regia di Christy Cabanne (1941)
- L'inarrivabile felicità (You'll Never Get Rich), regia di Sidney Lanfield (1941)
- Al di sopra di ogni sospetto (Above Suspicion), regia di Richard Thorpe (1943)
- Che donna! (What a Woman!), regia di Irving Cummings (1943)
- Man from Frisco, regia di Robert Florey (1944)
- Mister Winkle va alla guerra (Mr. Winkle Goes to War), regia di Alfred E. Green (1944)
- Missione segreta (Thirty Seconds Over Tokyo), regia di Mervyn LeRoy (1944)
- What a Blonde, regia di Leslie Goodwins (1945)
- Nebbie (Conflict), regia di Curtis Bernhardt (1945)
- La città magica (Magic Town), regia di William A. Wellman (1947)
- Governante rubacuori (Sitting Pretty), regia di Walter Lang (1948)
- The Return of the Whistler, regia di D. Ross Lederman (1948)
- Wallflower, regia di Frederick de Cordova (1948)
- Hai sempre mentito (A Woman's Secret), regia di Nicholas Ray (1949)
- Fiori nel fango (Shockproof), regia di Douglas Sirk (1949)
- Sgomento (The Reckless Moment), regia di Max Ophüls (1949)
- Bassa marea (House by the River), regia di Fritz Lang (1950)
- Sunrise at Campobello, regia di Vincent J. Donehue (1960)
- Non per soldi... ma per denaro (The Fortune Cookie), regia di Billy Wilder (1966)

### Televisione
- The Kaiser Aluminum Hour – serie TV, episodio 1x03 (1956)
- Thriller – serie TV, episodio 2x09 (1961)
- The Nurses – serie TV, episodi 1x03-1x11 (1962)
- Gli uomini della prateria (Rawhide) – serie TV, episodio 7x15 (1965)

## Doppiatrici italiane
- Lola Braccini in Le mie due mogli, Bassa marea
- Velia Cruicchi Galvani in Al di sopra di ogni sospetto
- Rosetta Calavetta in Primo amore (ridoppiaggio 1979)
- Gemma Griarotti in Amore sublime (ridoppiaggio)